# Game shakers
Game Shakers és una sèrie de televisió nord-americana de comèdia de situació creada per Dan Schneider per a Nickelodeon. La sèrie es va estrenar el 12 de setembre de 2015 als Estats Units i va concloure el 8 de juny de 2019 després de tres temporades i un total de 61 episodis. La sèrie segueix un grup d'adolescents que, després de crear un videojoc d'èxit, decideixen fundar la seva pròpia empresa de videojocs.

## Sinopsi
La història se centra en Babe Carano i Kenzie Bell, dues adolescents que creen un videojoc anomenat Sky Whale com a projecte escolar per a una competició. Quan el joc es converteix en un gran èxit, decideixen fundar la seva pròpia empresa, anomenada Game Shakers. Per finançar el seu negoci i ajudar-los a créixer, s'uneixen a Double G, un famós raper i empresari, que es converteix en el seu soci gràcies a un acord relacionat amb els drets de la música utilitzada al joc.
A mesura que la sèrie avança, Babe, Kenzie i els seus amics s'enfronten a una sèrie de reptes mentre desenvolupen nous jocs, gestionen les seves relacions amb els socis i tracten d'expandir la seva empresa. La sèrie tracta temes com l'emprenedoria, la creativitat, les amistats i la manera com els joves poden afrontar les dificultats per aconseguir els seus somnis.

## Personatges principals
- **Babe Carano** (interpretada per Cree Cicchino): Babe és una de les protagonistes de la sèrie i cofundadora de Game Shakers. És una jove apassionada per la tecnologia, l'emprenedoria i el disseny de videojocs. Té una personalitat extrovertida i una gran confiança en ella mateixa, i sempre està disposada a fer tot el possible per aconseguir èxit.
- **Kenzie Bell** (interpretada per Madisyn Shipman): Kenzie és la millor amiga de Babe i cofundadora de l'empresa. És una experta en programació i disseny de videojocs. Tot i ser introvertida, Kenzie és brillant i creativa, amb una gran capacitat per resoldre problemes tècnics. Té un caràcter molt pragmàtic i sovint ajuda Babe a mantenir el cap fred en moments difícils.
- **Double G** (interpretat per Kel Mitchell): Double G és un famós raper i empresari que s'associa amb Game Shakers per ajudar-los a expandir el seu negoci. És excèntric, imprevisible i sovint actuant de manera ridícula, però també és un mentor en el món dels negocis per a Babe i Kenzie. El seu estil de vida extravagant proporciona moments còmics a la sèrie.
- **Triple G** (interpretat per Benjamin Flores Jr.): Triple G és el fill de Double G. Tot i que és un adolescent, s'incorpora a l'empresa i es converteix en tester de videojocs. És simpàtic i té una gran personalitat, aportant una bona dosi d'humor a la sèrie. Tot i no ser tan excèntric com el seu pare, Triple G és molt lleial als seus amics i té una gran passió pels videojocs.
- **Hudson Gimble** (interpretat per Thomas Kuc): Hudson és un dels amics de Babe i Kenzie, i també treballa amb ells a Game Shakers. Tot i ser una mica torpe i despistat, Hudson és un personatge còmic que aporta un toc de simplicitat i innocència a la trama. A la sèrie, sovint s'enfronta a situacions absurdes, però sempre acaba aprenent alguna cosa nova.

## Producció
Game Shakers va ser creada per Dan Schneider, el famós productor de Nickelodeon responsable de sèries com iCarly, Victorious, Drake & Josh i Sam & Cat. La sèrie va ser produïda per la productora Nickelodeon Productions i es va enregistrar principalment a Los Angeles.
Els esdeveniments de la sèrie estan marcats per la creació de videojocs, la gestió d'un negoci i les relacions entre els personatges, tot amb una gran dosi d'humor i situació. La sèrie destaca pel seu enfocament innovador, ja que tracta de mostrar el món dels videojocs i l'emprenedoria des d'una perspectiva juvenil i accessible. A més, les escenes relacionades amb els videojocs estan ben integrades en la trama, creant una sensació de modernitat que atrapa l'audiència jove.

## Receptivitat
Game Shakers va rebre una acollida positiva per part de l'audiència juvenil, que va connectar especialment amb els temes de l'emprenedoria i els videojocs. Tot i això, la crítica va ser més mixta, amb alguns comentaris que destacaven la naturalesa repetitiva d'alguns episodis i la fórmula còmica en què es basa la sèrie. Alguns crítics van elogiar la interpretació dels personatges principals i la manera en què la sèrie tractava temes actuals com la creació de contingut en línia i la tecnologia.
La sèrie també va ser lloada per les seves lliçons positives sobre l'amistat, la perseverança i el treball en equip, a més d'inspirar els espectadors més joves a explorar el món de la programació i l'emprenedoria.

## Premi i nominacions
Tot i que Game Shakers no va guanyar premis importants, va ser nominada en diverses ocasions en categories com la millor sèrie infantil i millor actriu jove als Kids' Choice Awards.

## Llista d'episodis
La sèrie consta de tres temporades, amb un total de 61 episodis. Alguns dels episodis més destacats inclouen:
- **Pilot** (Temporada 1, Episodi 1): Babe i Kenzie creen el seu primer videojoc i el presenten com a part d'un projecte escolar.
- **Sky Whale** (Temporada 1, Episodi 2): El joc Sky Whale es converteix en un èxit inesperat i el grup comença a considerar la creació d'una empresa de videojocs.
- **Gamer's Guide to the Galaxy** (Temporada 3, Episodi 10): El grup ha de competir amb altres empreses de videojocs per aconseguir els drets de l'últim videojoc popular.